# Marv eo ma mestrez
Marv eo ma mestrez (« Morte est ma bien-aimée ») est une gwerz (chanson traditionnelle bretonne), parfois interprétée en gavotte (Dans Tro Poulaoven). Marv se prononce "maro".

## Sujet
Ma bien-aimée est morte et je passe mes nuits à me lamenter auprès de la fontaine. Que viennent les fusils et les sabres terminer mes jours, pour que je puisse la rejoindre dans l'autre monde.

## Interprétations
Pistes de Chemins de terre
An Dro Nevez Brezhoneg 'Raok
La complainte figurait au répertoire des sœurs Goadec. Alan Stivell l'interprète en concert et pour la télévision en 1972. En 1973, Alan Stivell l'enregistre sur son album Chemins de Terre, puis sur Again en 1994.
L'Héritage des Celtes propose également une version (Dan Ar Braz, Gilles Servat, Bagad Kemper) avec Yann-Fañch Kemener au chant sur l'album Héritage des Celtes (1994). En 2000, Gilles Servat l'enregistre sur son album Comme je voudrai !, avec des arrangements de Rod McVey. Il y livre le commentaire suivant : « Une très belle chanson que j'ai entendu chantée la première fois par Alan Stivell. Je la chante souvent, a cappella, dans les endroits les plus bruyants. Sa beauté amène le silence, comme dans ce pub de Dublin, un soir pendant l'enregistrement. Sauf le respect dû à Beethoven, cette mélodie traditionnelle est aussi belle que celle de La Lettre à Elise et l'émotion qu'elle porte est tout aussi universelle ». En 2000 également, le pianiste Didier Squiban l'intègre à sa Symphonie Bretagne, interprétée avec l'Orchestre de Bretagne.
D'autres artistes bretons l'ont reprise : Denez Prigent, Erik Marchand, le sonneur André Le Meut à la Nuit celtique de 2003 au Stade de France avec l'orchestre du Festival interceltique de Lorient...
Plus récemment, des groupes l'ont interprété : Bagad Ronsed-Mor (Kejaj, 2009, avec Gilles Servat), Fleuves, TornaoD, Skaliero...